# When We Were Very Young
When We Were Very Young é um livro de poesias de autoria de A. A. Milne cujos versos apresentam o notório personagem Winnie the Pooh. Os versos foram ilustrado por E. H. Shepard.